# Charone Peake
Charone Eric Peake (Moore, 16 ottobre 1992) è un giocatore di football americano statunitense che milita nel ruolo di wide receiver per i New York Jets della National Football League (NFL).

## Biografia

### New York Jets
Al college, Burris giocò a football coi Clemson Tigers. Fu scelto nel corso del settimo giro (241º assoluto) nel Draft NFL 2016 dai New York Jets. Debuttò come professionista subentrando nella gara del primo turno contro i Cincinnati Bengals.